# Gerrit de Vries (burgemeester)
Gerrit de Vries (Noordhorn, 17 augustus 1866 - Zuidhorn, 20 januari 1945) was een Nederlands burgemeester.

## Leven en werk
De Vries was een zoon van Kornelis de Vries, commissionair, en Trijntje Zijlstra. Hij trouwde in 1896 met Jacoba Schuiringa (1862-1927)
De Vries werd in 1896 benoemd tot burgemeester van Oldehove, dat hij in 1917 verruilde voor Zuidhorn. In beide gemeentes was hij opvolger van Dirk Marten Kruisinga. De Vries ging in 1934 met pensioen. Hij overleed op 78-jarige leeftijd.